# Anisia morionella
Anisia morionella là một loài ruồi trong họ Tachinidae.